# Adam Bińkowski
Adam Bińkowski (ur. 26 października 1894 w Mosinie, woj. poznańskie, zm. wiosną 1940 w Katyniu) – porucznik obserwator rezerwy lotnictwa Wojska Polskiego, ofiara zbrodni katyńskiej.

## Życiorys
Syn Adama i Marii z Wernerów. Absolwent szkoły powszechnej w Mosinie, Szkoły Handlowej (1912) w Poznaniu. W 1918 powołany do armii niemieckiej, służył w kompanii karabinów maszynowych 245 pułku piechoty na froncie zachodnim. Wojnę zakończył w stopniu kaprala. 
Po powrocie do Polski wstąpił do wielkopolskich wojsk powstańczych i wziął udział w powstaniu wielkopolskim. W styczniu 1919 skierowany do 1 kompanii lotniczej Szkoły Obserwatorów Lotniczych w Poznaniu. Odbył trzymiesięczne szkolenie. Został awansowany do stopnia plutonowego, a następnie sierżanta. 
27 kwietnia 1919 przydzielono go do III eskadry lotniczej. W grudniu 1919 po zdaniu egzaminu został awansowany do stopnia podchorążego w korpusie osobowym oficerów lotnictwa. Walczył na froncie galicyjskim i litewsko-białoruskim. Został przedstawiony do odznaczenia Krzyżem Orderu Virtuti Militari. 
W 1921 przeniesiony do rezerwy z przydziałem do 6 pułku lotniczego. W 1925 awansował do stopnia podporucznika obserwatora w korpusie oficerów rezerwy lotnictwa. 
W czasie kampanii wrześniowej 1939 w składzie Bazy Lotniczej nr 3. Po agresji ZSRR na Polskę w nieznanych okolicznościach wzięty do niewoli przez Sowietów i osadzony w obozie jenieckim w  Kozielsku. Wiosną 1940 został zamordowany przez funkcjonariuszy NKWD w lesie katyńskim i tam pogrzebany w bezimiennej mogile zbiorowej, gdzie od 28 lipca 2000 mieści się oficjalnie Polski Cmentarz Wojenny w Katyniu. W miejscu tym prowadzone były ekshumacje i prace archeologiczne. W 1943 jego ciało w mundurze zidentyfikowano podczas ekshumacji prowadzonych przez Niemców pod numerem 2751. Przy zwłokach Adama Bińkowskiego odnaleziono dwie karty pocztowe. Figuruje na liście wywózkowej 029/3 z 14 kwietnia 1940 i liście PCK (AM) 2751. 
5 października 2007 minister obrony narodowej Aleksander Szczygło mianował go pośmiertnie na stopień kapitana. Awans został ogłoszony 9 listopada 2007 w Warszawie, w trakcie uroczystości „Katyń Pamiętamy – Uczcijmy Pamięć Bohaterów”.

### Życie prywatne
Żonaty z Matyldą z Lipoltów, miał córkę Marię i syna Gerwazego. Pracował w Urzędzie Walki z Lichwą w Warszawie. W lipcu 1921 został dyrektorem drogeryjnym francuskiej firmy działającej w Polsce. Zamieszkał w Kobylinie.

## Ordery i odznaczenia
- Krzyż Walecznych[5]
- Krzyż Żelazny II klasy (Cesarstwo Niemieckie)[3]